# クライオトロン
クライオトロン(独:Kryotron)は超伝導を使用したスイッチの一種。 クライオトロンは超伝導体は外部磁場が臨界磁場を超えると常伝導状態に転移するという原理に基いて動作する。これは非常に単純な構造で、臨界温度 (Tc) の異なる二本の超伝導ワイヤからなる。 クライオトロンはマサチューセッツ工科大学リンカーン研究所の ダドリー・アレン・バックにより発明された。

## 原理
バックによる説明に沿えば、タンタル（Tcがより低い）の直線状の芯線にニオブの単層コイルを巻きつけることで作られる。 二本のワイヤは互いに絶縁される。この装置を液体ヘリウムに浸すと、両方のワイヤは超伝導状態になり電流が抵抗無しに流れるようになる。ここでタンタル線に巻き付いているニオブ線に電流を流すと磁場が生じ、これにより超伝導状態を保ったままタンタル線の流すことのできる電流は減少する。このように、芯線に流れる大電流の量をコイルに小さな電流を流すことにより制御することができる。例えるなら、タンタル線を「蛇口」、ニオブ線を「水栓」と考えることができる。

## 応用
バックの論文にはクライオトロンを用いて実装された論理回路をいくつか見ることができ、全加算器、キャリー先読み回路、バイナリアキュムレータ、シフトレジスタなどが含まれる。
鉛とスズの薄膜を用いた平面型クライオトロンは1957にJohn BremerによりスケネクタディのGE General Engineering Labにおいて発明された。これは半導体ではなく超伝導体を用いているが最初期の集積回路の一つである。数年後にはデモ用コンピュータが作成され、2000台が連結されて運用された。 IEEE History Centerのニュースレター2007年11月号に関連する歴史を見ることができる。
マティソーはジョセフソン接合を用いたクライオトロンを開発した。彼によれば従来型のクライオトロンの弱点は超伝導状態と常伝導状態との相転移によってスイッチングを行うため動作が比較的遅いことであるという。

## 歴史
- 1953年12月、ダドリー・アレン・バック（英語版）のノートに磁気を用いたスイッチの構想が見られる。
- 1955年7月、バックがアメリカ特許2,832,897 Magnetically Controlled Gating Elementを申請する。
- 1955年8月、リンカーン研究所 メモ 6M-3843The Cryotron - A Superconductive Computer Component が残る。
- 1956年、Al Slade and Howard McMahonにより A Cryotron Catalog Memory System が発表される。
- 1957年、 James W. Crowe がアメリカ特許3,100,267 Superconducting Gating Devices を申請する。

## クライオトロンの登場するSF作品
レニイ (ロボットの時代所収)
ロボットの設計支援に用いられる従来型(陽電子頭脳ではなく思考能力を持たない)コンピュータにクライオトロンが使用されている。
電送人間
物体電送機にクライオトロンが使用されており、事件の手掛かりとなる。